# HDAC1
HDAC1 (англ. Histone deacetylase 1) – білок, який кодується однойменним геном, розташованим у людей на короткому плечі 1-ї хромосоми. Довжина поліпептидного ланцюга білка становить 482 амінокислот, а молекулярна маса — 55 103.
| 10         |  | 20         |  | 30         |  | 40         |  | 50         |
| ---------- |  | ---------- |  | ---------- |  | ---------- |  | ---------- |
| MAQTQGTRRK |  | VCYYYDGDVG |  | NYYYGQGHPM |  | KPHRIRMTHN |  | LLLNYGLYRK |
| MEIYRPHKAN |  | AEEMTKYHSD |  | DYIKFLRSIR |  | PDNMSEYSKQ |  | MQRFNVGEDC |
| PVFDGLFEFC |  | QLSTGGSVAS |  | AVKLNKQQTD |  | IAVNWAGGLH |  | HAKKSEASGF |
| CYVNDIVLAI |  | LELLKYHQRV |  | LYIDIDIHHG |  | DGVEEAFYTT |  | DRVMTVSFHK |
| YGEYFPGTGD |  | LRDIGAGKGK |  | YYAVNYPLRD |  | GIDDESYEAI |  | FKPVMSKVME |
| MFQPSAVVLQ |  | CGSDSLSGDR |  | LGCFNLTIKG |  | HAKCVEFVKS |  | FNLPMLMLGG |
| GGYTIRNVAR |  | CWTYETAVAL |  | DTEIPNELPY |  | NDYFEYFGPD |  | FKLHISPSNM |
| TNQNTNEYLE |  | KIKQRLFENL |  | RMLPHAPGVQ |  | MQAIPEDAIP |  | EESGDEDEDD |
| PDKRISICSS |  | DKRIACEEEF |  | SDSEEEGEGG |  | RKNSSNFKKA |  | KRVKTEDEKE |
| KDPEEKKEVT |  | EEEKTKEEKP |  | EAKGVKEEVK |  | LA         |  |            |

A: Аланін

C: Цистеїн

D: Аспарагінова кислота

E: Глутамінова кислота

F: Фенілаланін

G: Гліцин

H: Гістидин

I: Ізолейцин

K: Лізин

L: Лейцин

M: Метіонін

N: Аспарагін

P: Пролін

Q: Глутамін

R: Аргінін

S: Серин

T: Треонін

V: Валін

W: Триптофан

Кодований геном білок за функціями належить до репресорів, гідролаз, регуляторів хроматину. 
Задіяний у таких біологічних процесах як взаємодія хазяїн-вірус, транскрипція, регуляція транскрипції, біологічні ритми. 
Локалізований у ядрі.